# Coyoacán (estación)
Coyoacán es una de las estaciones que forman parte del Metro de la Ciudad de México, perteneciente a la Línea 3. Se ubica al sur de la Ciudad de México, en la alcaldía Benito Juárez.

## Información general
La imagen de la estación es la silueta de un coyote, tomando su nombre de la Av. Coyoacán que termina por la zona donde se encuentra la estación y por su cercanía con el centro histórico de Coyoacán. Coyoacán es un vocablo náhuatl que significa "Lugar de Coyotes".
Coyohuacan es fundada por los toltecas entre los siglos X y XII. También es capital de la Nueva España cuando Hernán Cortés se establece posterior a la destrucción de Tenochtitlan y donde Cuauhtémoc, último emperador azteca, es atormentado. El círculo al centro del símbolo representa el ojo de agua, por los manantiales que ahí existían. Después de la conquista, cuando Hernán Cortés se apodera de la Ciudad de México elige a Coyoacán como campamento de una de sus divisiones. Mientras se reconstruía la ciudad se estableció en Coyoacán el primer ayuntamiento de la capital.
Originalmente esta estación iba a llamarse Centro Bancomer, en nombre de un centro bancario que se encuentra muy cerca de la estación. Por ser Bancomer una marca comercial, las autoridades del Metro decidieron renombrarla a Coyoacán por estar situada en la avenida del mismo nombre, y que ésta a su vez conduce al centro histórico de la alcaldía Coyoacán.

## Patrimonio

### Murales
En esta estación se encuentran los murales "Andrómeda" 1 y 2, realizados por la escultora Marta Tanguma en 1983. Son relieves de acrílico y fibra de vidrio que representan el trabajo y el esfuerzo a través de una nebulosa en espiral. Los murales cuentan con luz integrada para aprovechar la semi transparencia del material.
Ocupan una superficie de más de 23 metros cuadrados.

## Conectividad

### Salidas
- Nororiente: avenida Universidad y Real Mayorazgo (centro Bancomer), Colonia Xoco.
- Suroriente: avenida Universidad y Real Mayorazgo (donde se ubicaba la antigua plaza comercial Centro Coyoacán), Colonia Xoco.
- Poniente: avenida Universidad y Martín Mendalde, Colonia Acacias.

### Conexiones
Existen conexiones con las estaciones y paradas de diversos sistemas de transporte:
- Algunas rutas de la Red De Transporte De Pasajeros.

## Afluencia
La siguiente tabla muestra la afluencia de la estación en los últimos 10 años:
| Afluencia Anual de Pasajeros | Afluencia Anual de Pasajeros | Afluencia Anual de Pasajeros | Afluencia Anual de Pasajeros | Afluencia Anual de Pasajeros | Afluencia Anual de Pasajeros |
| ---------------------------- | ---------------------------- | ---------------------------- | ---------------------------- | ---------------------------- | ---------------------------- |
| Año                          | Afluencia                    | A Diario                     | Ranking                      | Incremento                   | Ref.                         |
| 2023                         | 8,473,595                    | 23,215                       | 38°/195                      | +18.70%                      | [ 3 ]                        |
| 2022                         | 7,138,504                    | 19,557                       | 47°/195                      | +88.16%                      | [ 3 ]                        |
| 2021                         | 3,793,860                    | 10,394                       | 80°/195                      | -22.75%                      | [ 4 ]                        |
| 2020                         | 4,911,086                    | 13,418                       | 60°/195                      | -49.79%                      | [ 5 ]                        |
| 2019                         | 9,780,261                    | 26,795                       | 52°/195                      | +3.48%                       | [ 6 ]                        |
| 2018                         | 9,451,638                    | 25,894                       | 54°/195                      | +8.65%                       | [ 7 ]                        |
| 2017                         | 8,699,196                    | 23,833                       | 61°/195                      | -0.24%                       | [ 8 ]                        |
| 2016                         | 8,719,798                    | 23,824                       | 64°/195                      | -5.39%                       | [ 9 ]                        |
| 2015                         | 9,216,965                    | 25,251                       | 55°/195                      | -4.78%                       | [ 10 ]                       |
| 2014                         | 9,679,497                    | 26,519                       | 53°/195                      | -3.49%                       | [ 11 ]                       |